# Atrakcyjny Kazimierz
Atrakcyjny Kazimierz (również Atrakcyjny Kazimierz i Cyganie oraz Atrakcyjny Kazimierz i zespół Wiśnie) – polski zespół muzyczny założony w 1992 roku w Toruniu przez znanego z występów w zespole Kobranocka toruńskiego muzyka Jacka Bryndala. 
Współpracę publisherską podjęła Małgorzata Potocka, pomysłodawczyni nazwy zespołu. Do piosenek na debiutancki album Prawdziwa miłość muzykę napisał Jacek Bryndal, teksty jego brat Rafał Bryndal,  produkcją zajął się Grzegorz Ciechowski. 
W 1993 Atrakcyjny Kazimierz (m.in. z Kayah, Wojciechem Waglewskim i Jose Torresem w składzie) zdobył I nagrodę na KFPP w Opolu za piosenkę „Otyłość”. Piosenka „Jako mąż i nie mąż” zdobyła wyróżnienie w styczniowej edycji Muzycznej Jedynki w 1993 roku. W 1994 ukazał się film muzyczny Wesele Atrakcyjnego Kazimierza zawierający fragmenty największych hitów zespołu. Atrakcyjny Kazimierz w stale zmieniającym się składzie występuje do dziś.

## Skład zespołu

### Aktualny skład
- Jacek „Atrakcyjny Kazimierz” Bryndal – śpiew, gitara, keyboard
- Andrzej Kraiński – gitary, chórki
- Piotr Wysocki – perkusja
- Andrzej Gulczyński – kontrabas, instrumenty klawiszowe

### Z zespołem współpracowali
- Zbigniew Gondek
- Kayah
- Grzegorz Ciechowski
- Jacek Perkowski
- Wojciech Waglewski
- Jacek Rodziewicz
- Jose Torres
- Wojciech Karolak
- Hakan Kursun
- Alek Korecki
- Tomek Organek
- Joanna Duda
- Bartek Staszkiewicz

## Dyskografia
- (1992) Prawdziwa miłość
- (1993) Przychodził nocą
- (1997) Dzianina
- (2002) Najlepsze – składanka największych przebojów
- (2004) Winogrono
- (2013) Sex na raz